# Bouilly, Aube
Bouilly je naselje in občina v severnem francoskem departmaju Aube regije Šampanja-Ardeni. Leta 2009 je naselje imelo 1.063 prebivalcev.

## Geografija
Naselje leži v pokrajini Šampanji 13 km južno od središča departmaja Troyesa.

## Uprava
Bouilly je sedež istoimenskega kantona, v katerega so poleg njegove vključene še občine Assenay, Les Bordes-Aumont, Buchères, Cormost, Crésantignes, Fays-la-Chapelle, Isle-Aumont, Javernant, Jeugny, Lirey, Longeville-sur-Mogne, Machy, Maupas, Montceaux-lès-Vaudes, Moussey, Roncenay, Saint-Jean-de-Bonneval, Saint-Léger-près-Troyes, Saint-Pouange, Saint-Thibault, Sommeval, Souligny, La Vendue-Mignot, Villemereuil, Villery, Villy-le-Bois in Villy-le-Maréchal z 10.486 prebivalci.
Kanton je sestavni del okrožja Troyes.